# Alma (Oklahoma)
Alma é uma pequena comunidade rural localizada no sudeste do Condado de Stephens, Oklahoma. Foi fundada em 14 de fevereiro de 1906.